# Milgranet
Le Milgranet N est un cépage cultivé en France.

## Origine
Il pourrait provenir de la moyenne vallée de la Garonne (Tarn-et-Garonne) ou du Tarn.
C'est un cépage en voie de disparition, passé de 290 hectares en 1958, à 6 en 1994. Il est répertorié dans l'encépagement de l'AOVDQS de Lavilledieu.

## Caractères ampélographiques
Le bourgeonnement est cotonneux et les jeunes feuilles sont vertes à reflets bronzés.

Les feuilles adultes sont quinquelobées, avec sinus pétiolaire ouvert en V et sinus latéraux ouverts. Le limbe et parfois gaufré et bordé de dentelures moyennes droites.

Les grappes sont moyennes et les baies de petite taille, de forme légèrement aplatie ou arrondie.

## Aptitudes

### Culturales
Il a besoin de terrains bien alimentés en eau. Son port lâche nécessite une palissage.

### Sensibilité aux maladies
Il craint principalement l'oïdium.

### Technologiques
Le milgranet  donne des vins à petit degré alcoolique, acides et astringents.

## Sources